# Athenaeum
Athenaeum. Pismo Poświęcone Historii, Literaturze, Sztukom, Krytyce itd. – wileńskie czasopismo naukowo-literackie, wydawane nieregularnie w latach 1841–1851, z inicjatywy Józefa Ignacego Kraszewskiego, będącego jednocześnie jedynym jego redaktorem.

## Historia pisma
Starania o założenie własnego nieperiodycznego pisma Kraszewski podejmował już w 1831 roku, jednak dopiero w 1840 roku udało mu się zdobyć pozwolenie cenzury. W tym samym roku nawiązał również współpracę z księgarzem Teofilem Glücksbergiem, który miał być odpowiedzialny za kontakty z cenzurą oraz sprowadzanie z zagranicy materiałów w postaci książek i czasopism. Kraszewski zobowiązał się natomiast, zgodnie z podpisaną 31 lipca 1840 umową, do dostarczania Glücksbergowi sześciu dziesięcioarkuszowych numerów rocznie. W razie sporów arbitrażem pomiędzy księgarzem a redaktorem zajmować się miał Leon Borowski. Współpraca z Glücksbergiem zaowocowała publikacją 48 tomów (8 roczników), została jednak zakończona w 1848 roku. Przyczyniły się do tego głównie spory o charakter pisma – wobec spadającej liczby prenumeratorów (1843 pismo abonowało 252 czytelników, a już w 1846 roku sprzedano zaledwie 163 egzemplarze pisma) Glücksberg postulował wprowadzenie do „Athenaeum” większej ilości rozrywki; Kraszewski nie chciał się na to zgodzić, umowę więc zerwano. Od 1849 roku Kraszewski współpracował więc z wileńskim domem wydawniczym Zawadzkich. Współpraca ta zaowocowała 18 tomami (5 roczników). Nieregularność ukazywania się „Athenaeum” powodowała jednak dalszy spadek abonentów – w 1851 roku pismo sprzedało 122 prenumeraty. W tym samym roku ukazał się ostatni numer „Athenaeum”.

## Zawartość pisma
„Athenaeum” podzielone było na działy: Historia, Literatura, Sztuki, Krytyka, Rozmaitości i Filozofia. Z literatury publikowano głównie prozę i dramat, m.in. utwory Michała Grabowskiego, Henryka Rzewuskiego, Józefa Korzeniowskiego i samego Kraszewskiego. W „Athaeneum” opublikowano również Pożegnanie Cypriana Kamila Norwida. Pojawiały się także przekłady z literatur obcych i teksty z literatury ludowej.
Oprócz literatury czasopismo publikowało relacje z podróży, informacje o rynku wydawniczym, sylwetki artystów, artykuły o muzyce i materiały z historii Polski.